# Municipio de Fairfield (condado de Palo Alto)
El municipio de Fairfield (en inglés: Fairfield Township) es un municipio ubicado en el condado de Palo Alto en el estado estadounidense de Iowa. En el año 2010 tenía una población de 236 habitantes y una densidad poblacional de 2,58 personas por km².

## Geografía
El municipio de Fairfield se encuentra ubicado en las coordenadas 43°7′34″N 94°30′6″O / 43.12611, -94.50167. Según la Oficina del Censo de los Estados Unidos, el municipio tiene una superficie total de 91.64 km², de la cual 91,64 km² corresponden a tierra firme y (0 %) 0  km² es agua.

## Demografía
Según el censo de 2010, había 236 personas residiendo en el municipio de Fairfield. La densidad de población era de 2,58 hab./km². De los 236 habitantes, el municipio de Fairfield estaba compuesto por el 98,31 % blancos, el 0,85 % eran amerindios y el 0,85 % eran de una mezcla de razas. Del total de la población el 0 % eran hispanos o latinos de cualquier raza.